# JP du Plessis
Pour les articles homonymes, voir Du Plessis.

a Compétitions nationales et continentales officielles uniquement.

Phillipus Jacobus Snyman du Plessis dit JP du Plessis (né le 29 avril 1991 à Kroonstad) est un joueur sud-africain de rugby à XV qui  évolue au poste de centre. Après avoir joué au rugby à XIII lors de la saison 2009-2010 de la National Rugby League pour les Sydney Roosters, il retourne au rugby à XV en 2010. Il rejoint le Top 14 et le Montpellier HR durant l'été 2013 mais ne reste qu'une seule saison en France. Il joue en Major League Rugby avec le club du Gold de la Nouvelle-Orléans depuis 2021.  

## Biographie

### Jeunesse
JP du Plessis joue au rugby à XV durant sa scolarité au Paul Roos Gymnasium à Stellenbosch en Afrique du Sud.

### Débuts au rugby à XIII
JP du Plessis signe en 2009 avec les Sydney Roosters en National Rugby League australienne.

### Retour au rugby à XV
En juin 2010, JP du Plessis revient au rugby à XV et il signe avec les Melbourne Rebels pour disputer la saison 2011 de Super 15. En 2012, il revient en Afrique du Sud et signe avec les Stormers en Super 15 et joue également avec la Western Province en Currie Cup et Vodacom Cup. En 2013, il rejoint le Top 14 et le Montpellier HR. En juillet 2014, en manque de temps de jeu, il quitte le club montpelliérain et la France pour rejoindre le club provincial sud-africain des Free State Cheetahs et la franchise des Central Cheetahs, basés à Bloemfontein,, puis il rejoint l'équipe des Eastern Province Kings et la franchise des Kings, l'année suivante.
En 2017, il rejoint la Major League Rugby et le San Diego Legion, club américain de rugby à XV basé à San Diego.